# Галлахер, Питер
Питер Киллиан Галлахер (англ. Peter Killian Gallagher; род. 19 августа 1955, Нью-Йорк, Нью-Йорк, США) — американский актёр и певец. Номинант на премию «Тони». Наиболее известен по ролям в фильмах «Игрок» (1992), «Короткие истории» (1993), «Пока ты спал» (1995) и «Красота по-американски» (1999), а также сериалам «Одинокие сердца» (2003—2007), «Тайные операции» (2010—2014) и «Грейс и Фрэнки» (2017—2022).

## Биография
Полное имя актера – Питер Киллиан Галлахер. Он появился на свет 19 августа 1955 года в семье Мэри-Энн и Томаса Фрэнсиса Галлахеров. Родился в Нью-Йорке, вырос в небольшом городке Армонк, расположенном на территории штата Нью-Йорк. Отец актера был рекламным руководителем, а мать ученым-микробиологом. Унаследовав от своих родителей ирландское происхождение, Питер Галлахер воспитывался в католических традициях. Он окончил среднюю школу Байрам Хилс там же, в Армонке, а затем продолжил учебу в Массачусетсе, став студентом частного исследовательского университета Тафтса. Именно во времена студенчества будущий актер и увлекся театром. В составе университетской театральной труппы, принимал участие во множестве постановок. Кроме того, он участвовал в шоу-мюзиклах известного композитора Стивена Сондхайма и пел в мужской акапельной группе под названием «the Beelzebubs».

## Карьера
Первые предложения о съемках в кино актер стал получать еще в конце семидесятых годов, но его полноценный дебют состоялся в 1980 году, когда он сыграл одну из ведущих ролей в картине режиссера Тейлора Хэкфорда «Создатель кумиров». Спустя два года зрители вновь увидели его на экране. На этот раз ему досталась главная роль в комедийной мелодраме Рэндала Клайзера «Летние любовники». Актерская карьера Галлахера пошла в гору. До начала девяностых годов, он исполнил более пятнадцати ролей в кино, некоторые из которых для телевидения. В его списке того периода числятся такие фильмы как телевизионная драма Джозефа Сарджента «Грозный Джо Моран», картина в жанре фэнтези «Сказочный ребенок», драматическая кинолента режиссера Конни Кайзермана «Моя маленькая девочка», мистическая картина Нила Джордана «Высшие духи» и ряд телесериалов.
После того как актер изобразил персонажа по имени Джон в нашумевшей драме «Секс, ложь и видео» 1989 года, режиссером которой выступил знаменитый Стивен Содерберг, Питер Галлахер оказался на Бродвее. В 1992 году бродвейская постановка «Парни и куклы» собирала внушительное количество зрителей и достаточно положительные отзывы критиков. Впрочем, и как актер кино он также оставался весьма востребованным. На протяжении следующих пятнадцати лет он активно снимался и сыграл в более пятидесяти картин различных жанров. Играл ли он опасного конкурента персонажа Тима Роббинса в триллере Роберта Олтмена «Игрок», или пребывающего в коме жениха героини Сандры Буллок в мелодраме «Пока ты спал», с любой ролью он справлялся блестяще. Зрители видели его разным, но в то же время всегда одинаково отличным актером. Наиболее яркими фильмами Галлахера являются комедия 1993 года «Смотри на это», психологический триллер 1996 года «Последний танец», телевизионная фантастическая кинолента 1998 года «Виртуальная одержимость», фильм ужасов 1999 года «Дом ночных призраков», комедийная лента 2002 года «Миллионер поневоле», мелодрама 2009 года «Адам» и фильм Роберто Фаэнцы «Однажды эта боль принесет тебе пользу», которая увидела свет в 2011 году.

## Личная жизнь
Женат на продюсере Пауле Харвуд, с которой они воспитывают двоих детей.
 

## Фильмография
| Год       |     | Русское название                            | Оригинальное название                    | Роль                                                     |
| --------- | --- | ------------------------------------------- | ---------------------------------------- | -------------------------------------------------------- |
| 1979      | с   | Направляющий свет                           | Guiding Light                            | Чак Хаскелл                                              |
| 1980      | с   | —                                           | Skag                                     | Джон Сказга                                              |
| 1980      | ф   | Создатель кумиров                           | The Idolmaker                            | Сизар                                                    |
| 1982      | ф   | Летние любовники                            | Summer Lovers                            | Майкл Паппас                                             |
| 1982—1988 | с   | Американский театр                          | American Playhouse                       | Чарльз Касл / Логан Мелтон                               |
| 1984      | с   | Специальные предложения на выходные         | ABC Weekend Special                      | Фил Грей                                                 |
| 1984      | тф  | Грозный Джо Моран                           | Terrible Joe Moran                       | Ник                                                      |
| 1985      | ф   | Сказочный ребёнок                           | Dreamchild                               | Джек Долан                                               |
| 1986      | ф   | Моя маленькая девочка                       | My Little Girl                           | Кай                                                      |
| 1987      | тф  | Долгий день уходит в ночь                   | Long Day's Journey into Night            | Эдмунд Тайрон                                            |
| 1987      | с   | Частный сыщик                               | Private Eye                              | Томми Бэррон / Томми Бэрон                               |
| 1988      | тф  | Трибунал над бунтовщиком с Кейна            | The Caine Mutiny Court-Martial           | лейтенант-коммандер Джон Чалли                           |
| 1988      | ф   | Высшие духи                                 | High Spirits                             | Тони                                                     |
| 1988      | тф  | Я буду дома на Рождество                    | I'll Be Home for Christmas               | Аарон Коплер                                             |
| 1988      | с   | Убийство Мэри Фэган                         | The Murder of Mary Phagan                | Лео Франк                                                |
| 1989      | ф   | Секс, ложь и видео                          | Sex, Lies, and Videotape                 | Джон                                                     |
| 1990      | тф  | Любовь и ложь                               | Love and Lies                            | Дэвид Уэст                                               |
| 1990      | ф   | Настройте радиоприемники завтра…            | Tune in Tomorrow…                        | Ричард Куинс                                             |
| 1991      | ф   | Кабинет доктора Рамиреса                    | The Cabinet of Dr. Ramirez               | Мэтт                                                     |
| 1991      | ф   | Милена                                      | Milena                                   | Эрнст Поллак                                             |
| 1991      | ф   | Опоздавшие к обеду                          | Late for Dinner                          | Боб Фриман                                               |
| 1991      | с   | Неудобная женщина                           | An Inconvenient Woman                    | Филлип Куиннелл                                          |
| 1992      | ф   | Игрок                                       | The Player                               | Ларри Леви                                               |
| 1992      | с   | Сценарий                                    | Screenplay                               | Филлип Каутски                                           |
| 1992      | ф   | Боб Робертс                                 | Bob Roberts                              | Дэн Райли                                                |
| 1993      | ф   | Смотри на это                               | Watch It                                 | Джон                                                     |
| 1993      | ф   | Короткие истории                            | Short Cuts                               | Сторми Уэтерс                                            |
| 1993      | с   | Падшие ангелы                               | Fallen Angels                            | Митч Эллисон / доктор Йоргау                             |
| 1993      | ф   | Готова на всё                               | Malice                                   | Деннис Райли                                             |
| 1993      | ф   | Мать своих детей                            | Mother's Boys                            | Роберт Мадиган                                           |
| 1994      | ф   | Подручный Хадсакера                         | The Hudsucker Proxy                      | Вик Тенетта                                              |
| 1994      | тф  | Белая миля                                  | White Mile                               | Джек Роббинс                                             |
| 1994      | ф   | Миссис Паркер и порочный круг               | Mrs. Parker and the Vicious Circle       | Алан Кэмпбелл                                            |
| 1995      | ф   | Там, внутри                                 | Underneath                               | Майкл Чемберс                                            |
| 1995      | ф   | Пока ты спал                                | While You Were Sleeping                  | Питер Каллахан                                           |
| 1995      | ф   | Клубное общество                            | Cafe Society                             | Джек Кейл                                                |
| 1996      | ф   | Последний танец                             | Last Dance                               | Джон Хейс                                                |
| 1996      | ф   | Джиллиан на день рождения                   | To Gillian on Her 37th Birthday          | Дэвид Льюис                                              |
| 1996      | с   | Титаник                                     | Titanic                                  | Уинн Парк                                                |
| 1997      | тф  | Путь в рай                                  | Path to Paradise                         | Джон Античев                                             |
| 1997      | ф   | Человек, который знал слишком мало          | The Man Who Knew Too Little              | Джеймс Ричи                                              |
| 1998      | с   | Убойный отдел                               | Homicide: Life on the Street             | Крис Роулс                                               |
| 1998      | ф   | Джонни Стервятник                           | Johnny Skidmarks                         | Джонни Скардино                                          |
| 1998      | тф  | Виртуальная одержимость                     | Host                                     | доктор Джо Мессенджер                                    |
| 1998      | тф  | Дивный новый мир                            | Brave New World                          | Бернард Маркс                                            |
| 1998      | мс  | Супермен                                    | Superman: The Animated Series            | Курт                                                     |
| 1998—1999 | с   | Секретная жизнь мужчин                      | The Secret Lives of Men                  | Майкл                                                    |
| 1999      | ф   | Красота по-американски                      | American Beauty                          | Бадди Кейн                                               |
| 1999      | ф   | Дом ночных призраков                        | House on Haunted Hill                    | Дональд Блэкбёрн                                         |
| 1999      | тф  | Братство убийц                              | Brotherhood of Murder                    | Боб Мэтьюс                                               |
| 2000      | ф   | Голоса                                      | Other Voices                             | Джордин                                                  |
| 2000      | тф  | Стрелы Амура                                | Cupid & Cate                             | Гарри                                                    |
| 2000      | ф   | Авансцена                                   | Center Stage                             | Джонатан                                                 |
| 2000      | с   | Американское приключение                    | The American Experience                  | Истмен                                                   |
| 2000      | тф  | Последняя дискуссия                         | The Last Debate                          | Том Чапман                                               |
| 2001      | ф   | Парфюм                                      | Perfume                                  | Гвидо                                                    |
| 2001      | мс  | Гриффины                                    | Family Guy                               | Джаред                                                   |
| 2001      | ф   | Защита                                      | Protection                               | Тед                                                      |
| 2001      | тф  | Праздник всех святых                        | Feast of All Saints                      | Филлипп                                                  |
| 2002      | ф   | Миллионер поневоле                          | Mr. Deeds                                | Чак Сидар                                                |
| 2002      | мф  | Приключения Мальчика с пальчик и Дюймовочки | The Adventures of Tom Thumb & Thumbelina | Крот                                                     |
| 2003      | ф   | Как быть                                    | How to Deal                              | Лен Мартин                                               |
| 2003      | тф  | Двойной Билл                                | Double Bill                              | Билл Гудман                                              |
| 2003—2007 | с   | Одинокие сердца                             | The O.C.                                 | Сэнди Коэн                                               |
| 2006      | мс  | Робоцып                                     | Robot Chicken                            | продавец в магазине / Дуглас Голдстайн / якорь / зритель |
| 2007      | с   | Следы ведьм                                 | The Gathering                            | доктор Майкл Фостер                                      |
| 2008      | с   | Акула                                       | Shark                                    | Фрэнк Белл                                               |
| 2008      | ф   | Авансцена 2                                 | Center Stage: Turn It Up                 | Джонатан Ривз                                            |
| 2009      | ф   | Адам                                        | Adam                                     | Марти Бакуолд                                            |
| 2009      | ф   | Вояки                                       | The War Boys                             | Слейтер                                                  |
| 2009      | с   | Блудливая Калифорния                        | Californication                          | декан Стейси Кунс                                        |
| 2010      | с   | Спаси меня                                  | Rescue Me                                | отец Фил                                                 |
| 2010      | ф   | Приговор                                    | Conviction                               | Барри Шек                                                |
| 2010      | ф   | Бурлеск                                     | Burlesque                                | Винс                                                     |
| 2010—2014 | с   | Тайные операции                             | Covert Affairs                           | Артур Кэмпбелл                                           |
| 2011      | ф   | Однажды эта боль принесёт тебе пользу       | Someday This Pain Will Be Useful to You  | Пол Свек                                                 |
| 2011—2013 | с   | Уитни                                       | Whitney                                  | Винс                                                     |
| 2012      | ф   | Шаг вперёд 4                                | Step Up Revolution                       | Билл Андерсон                                            |
| 2012      | с   | Как я встретил вашу маму                    | How I Met Your Mother                    | профессор Виник                                          |
| 2014      | с   | Шоу Кролла                                  | Kroll Show                               | мудрец                                                   |
| 2014—2019 | с   | Закон и порядок: Специальный корпус         | Law & Order: Special Victims Unit        | Уильям Доддс                                             |
| 2015      | кор | В отношениях                                | In a Relationship                        | рассказчик                                               |
| 2015      | ф   | Здравствуйте, меня зовут Дорис              | Hello, My Name Is Doris                  | Уилли Уильямс                                            |
| 2015      | с   | Хорошая жена                                | Kroll Show                               | Итан Карвер                                              |
| 2015      | тф  | —                                           | DeTour                                   | профессор Заринг                                         |
| 2015—2016 | с   | Вместе                                      | Togetherness                             | Ларри                                                    |
| 2016      | тф  | Балет. Жизнь на пуантах                     | Center Stage: On Pointe                  | Джонатан Ривз                                            |
| 2016      | с   | Новенькая                                   | The New Girl                             | Гэвин                                                    |
| 2016      | тф  | Жестокие игры                               | Cruel Intentions                         | Эдвард Вальмонт                                          |
| 2017      | с   | Мужчина ищет женщину                        | Man Seeking Woman                        | Джоэль Гринберг                                          |
| 2017—2022 | с   | Грейс и Фрэнки                              | Grace and Frankie                        | Ник                                                      |
| 2017      | ф   | Буквально перед Аароном                     | Literally, Right Before Aaron            | Орсон Шварцман                                           |
| 2017      | ф   | Очень плохие мамочки 2                      | A Bad Moms Christmas                     | Хэнк                                                     |
| 2018      | с   | Свайпнутые                                  | Sideswiped                               | Эндрю                                                    |
| 2018      | с   | Мерфи Браун                                 | Murphy Brown                             | Джон Хаггерти                                            |
| 2018—2019 | с   | Одарённые                                   | The Gifted                               | Бенедикт Райан                                           |
| 2019      | ф   | После                                       | After                                    | Кен Скотт                                                |
| 2020      | с   | Необыкновенный плейлист Зои                 | Zoey's Extraordinary Playlist            | Митч                                                     |
| 2020      | ф   | Палм-Спрингс                                | Palm Springs                             | Говард Уайлдер                                           |

## Дискография
- 7 Days In Memphis (2005)

## Награды и номинации
| Год  | Премия                          | Номинация                                               | Работа                   | Результат |
| ---- | ------------------------------- | ------------------------------------------------------- | ------------------------ | --------- |
| 1993 | Венецианский кинофестиваль      | Кубок Вольпи за лучший актёрский ансамбль               | «Короткие истории»       | Победа    |
| 1994 | «Золотой глобус»                | Специальная награда за лучший актёрский ансамбль        | «Короткие истории»       | Победа    |
| 1999 | Awards Circuit Community Awards | Лучший актёрский ансамбль                               | «Красота по-американски» | Номинация |
| 2000 | Премия Гильдии киноактёров США  | Лучший актёрский состав в игровом кино                  | «Красота по-американски» | Победа    |
| 2005 | Teen Choice Awards              | Лучшие родители в телесериале (совместно с Келли Роуэн) | «Одинокие сердца»        | Номинация |
| 2006 | Teen Choice Awards              | Лучшие родители в телесериале (совместно с Келли Роуэн) | «Одинокие сердца»        | Номинация |
| 2006 | Prism Awards                    | Лучшее выступление в эпизоде драматического телесериала | «Одинокие сердца»        | Номинация |
| 2015 | «Выбор телевизионных критиков»  | Лучший приглашённый исполнитель в комедийном сериале    | «Вместе»                 | Номинация |